# Erik Langlet
Sven Erik Abraham Langlet, född 11 november 1938 i Stockholm, är en svensk arkitekt. Langlet var slottsarkitekt för Hagaparken och dess byggnader mellan 1993 och 2005.
Erik Langlet är son till professor Olof Langlet och Ingegärd Brate samt dotterson till Erik Brate och Fanny Brate. Han utnämndes 1993 till slottsarkitekt för Haga slott och Hagaparkens byggnader men har arbetat med Hagaparken ända sedan 1968. Bland annat var Langlet sysselsatt med den omfattande restaureringen av Stora Haga slotts slottsgrund som genomfördes åren 1998-1999 och var ansvarig arkitekt för Haga slott mellan 1993 och 2008.
År 2001 erhöll Langlet H.M. Konungens medalj av 8:e storleken i serafimerordens band för "förtjänstfulla insatser som arkitekt för Riddarholmskyrkan". 